# Dibolia cryptocephala
Dibolia cryptocephala är en skalbaggsart som först beskrevs av Koch 1803.  Dibolia cryptocephala ingår i släktet Dibolia, och familjen bladbaggar. Arten har ej påträffats i Sverige.